# Errol McFarlane
Errol McFarlane (né le 12 octobre 1977 à Port-d'Espagne à Trinité-et-Tobago) est un joueur de football international trinidadien, qui évoluait au poste d'attaquant.

## Biographie

### Carrière en sélection
Avec l'équipe de Trinité-et-Tobago, il joue 14 matchs (pour 7 buts inscrits) entre 2001 et 2009. 
Il figure dans le groupe des sélectionnés lors de la Gold Cup de 2007, où son équipe est éliminée au premier tour.
Il joue également cinq matchs comptant pour les tours préliminaires de la coupe du monde 2006.

## Palmarès
| Defence Force - Championnat de Trinité-et-Tobago : - Vice-champion : 1999.                                                                                            |  | Al Nejmeh \| - Championnat du Liban (4) : - Champion : 1999-00, 2001-02, 2003-04 et 2004-05. - Meilleur buteur : 2000-01 (21 buts). - Coupe du Liban : - Finaliste : 2003 et 2004. \| \| - Supercoupe du Liban (3) : - Vainqueur : 2000, 2002 et 2004. - Coupe de l'AFC : - Finaliste : 2005. \| |
| - Championnat du Liban (4) : - Champion : 1999-00, 2001-02, 2003-04 et 2004-05. - Meilleur buteur : 2000-01 (21 buts). - Coupe du Liban : - Finaliste : 2003 et 2004. |  | - Supercoupe du Liban (3) : - Vainqueur : 2000, 2002 et 2004. - Coupe de l'AFC : - Finaliste : 2005. |

| Fylkir - Coupe d'Islande (1) : - Vainqueur : 2001. |  | San Juan Jabloteh - Championnat de Trinité-et-Tobago (1) : - Champion : 2002. |  | Breiðablik - Championnat d'Islande D2 (1) : - Champion : 2005. |

| Al Mabarrah - Championnat du Liban (1) : - Champion : 2007-08. - Supercoupe du Liban : - Finaliste : 2008. |  | North East Stars - Coupe Goal Shield de Trinité-et-Tobago (1) : - Vainqueur : 2010. |